# Ted Mosby
Ted Mosby je izmišljeni i glavni lik popularne serije Kako sam upoznao vašu majku. Glumi ga Josh Radnor. Glas budućeg Teda koji djeci priča kako je upoznao njihovu majku daje Bob Saget.

## O Tedu Mosbyju
Ted Mosby je glavni lik serije Kako sam upoznao vašu majku. Rodio se u gradu Shaker Heights u Ohiju 25. travnja 1978. godine. Diplomirao je na Wesleyan Universityu.

### Osobine
Ted se smatra "polu-Židovom". Viđen je kako navija za Cleveland Indians. Pametan je te često zna ispravljati druge. Svake godine za Noć vještica nosi "viseći čad". Pablo Neruda je jedan od njegovih najdražih pisaca. Voli klasičnu literaturu i filozofiju, ali postane dosadan dok priča o tome.

## Najbolji prijatelji

### Marshall Eriksen
Marshall Eriksen je Tedov najbolji prijatelj. Upoznali su se 1996. godine kada su postali cimeri na Wesleyan Universityu.

### Lily Aldrin
Lily Aldrin je Tedova najbolja prijateljica. Također su se upoznali na Wesleyan Universityu. Zna dati dobar savjet. Također zna razdvojiti Teda i žene za koje vjeruje da nisu dobre za njega.

### Barney Stinson
Barney Stinson je Tedov "drugi" najbolji prijatelj. Upoznali su se 2001. godine u baru MacLaren's te je Barney rekao da će naučiti Teda "kako živjeti". Ted i Barney se puno druže tražeći cure. Ted je uvijek tu za Barneya i obrnuto.

### Robin Scherbatsky
Robin Scherbatsky je Tedova dobra prijateljica. Ona je iz Kanade. Upoznali su se u MacLaren'su 2005. godine (u prvoj epizodi serije Kako sam upoznao vašu majku). Bili su u vezi dok Ted nije prestrašio Robin kada je rekao da je voli. Međutim, ostali su dobri prijatelji. Godine 2030., 6 godina od kad je Tracy, Tedova žena umrla, djeca su nagovorila Teda da ponovno bude u vezi s Robin.

## Vanjske poveznice
- Ted Mosby